# Кривава Мері (фольклор)
Кривава Мері — новітня фольклорна легенда про появу у дзеркалі привиду в разі проведення певних ритуальних дій. Міська легенда з'явилася на початку 1960-х років і поширювалася серед дітей та підлітків.
Це пов'язують із тим, що діти прагнуть задовольнити свою цікавість та тягу до відчуття небезпеки, беручи участь у таємних ритуалах та іграх, що лоскочуть нерви. Науковим поясненням видіння може бути Ефект Трокслера чи інша оптична ілюзія. Велика ймовірність самогіпнозу.
За основною версією легенди, Кривава Мері — це привид дуже красивої дівчини на ім'я Мері Ворт, яка потрапила у страшну автомобільну аварію, що спотворила її обличчя. На жаль, раніше дівчина могла годинами милуватися своєю красою у дзеркалі, тому лікарі забороняли їй після аварії дивитися на своє відображення, хвилюючись, що Мері може втратити здоровий глузд. Однак, попри застороги, коли нікого не було поруч, дівчина знайшла дзеркало і поглянула в нього. Побачивши жахливі шрами, вона кричала і плакала, а потім зникла. Легенда стверджує, що нещасна увійшла в дзеркало, намагаючись знайти своє колишнє відображення, а всіх, хто шукатиме її там, Мері пообіцяла спотворювати.
За іншою версією, це була маленька дівчинка Мері, що також потрапила в аварію і впала в кому. Але лікарі не зрозуміли цього і визнали її мертвою. Мері поховали, а невдовзі її мама почала чути крики дівчинки. Після того, як вона домоглася, щоб могилу розрили, з'ясувалося, що кришка гробу була подряпана зсередини, а нігті Мері були зламаними і червоними від крові.
Не слід плутати Криваву Мері (Bloody Mary) із легенд XX ст. з англійською королевою Марією I Тюдор (Кривавою), якій аналогічне прізвисько дали за страту багатьох протестантів. Народні чутки також приписували Марії Тюдор купання у ванні з крові вродливих дівчат та інші злодіяння
Частіше за все ритуал викликання привида здійснює компанія підлітків. У темній кімнаті (зазвичай ванній) вони запалюють перед дзеркалом свічки і починають спочатку тихо, а потім голосніше промовляти фразу: «Кривава Мері, з'явися!», або «Ми віримо у Мері Ворт!» тощо. І так до трьох (тринадцяти тощо) разів. Під час цього по дзеркалу можуть текти струмінчики крові, а в ньому з'явиться страшне обличчя дівчини. У присутніх під час ритуалу можуть виникати подряпини або навіть серйозні рани. Дехто втрачав розум. 
Перед наслідками Мері залишає на своїй жертві слід чорного кольору.  Щоб урятуватися, необхідно увімкнути в кімнаті яскраве світло. Якщо у дзеркалі з'явився образ маленької дівчинки, то їй треба подарувати м'яку іграшку (плюшевого ведмедика) або троянду.